# Vicente Paciello
Vicente Rodrigo Paciello (n. Concepción, Paraguay, 28 de febrero de 1986) es un futbolista paraguayo. Juega de delantero y actualmente milita en el Sportivo San Lorenzo de la Segunda División de Paraguay.

## Clubes
| Club                         | País     | Año           |
| ---------------------------- | -------- | ------------- |
| Fernando de la Mora          | Paraguay | 2006 - 2007   |
| 12 de Octubre                | Paraguay | 2008          |
| Deportes Iquique             | Chile    | 2009          |
| Independiente (Campo Grande) | Paraguay | 2010          |
| 2 de Mayo                    | Paraguay | 2011          |
| Sportivo San Lorenzo         | Paraguay | 2012-presente |